# サクラマコト
サクラ マコト（1962年4月14日 - ）は、音楽家、PC環境コンサルタント。

## 経歴
- 1962年4月 東京都世田谷区生まれ。
- 1981年3月 東京都立広尾高等学校卒業。
- 1982年4月 慶應義塾大学文学部入学。
- 1986年7月 高橋学らとともに、PRESENTSを結成。
- 1987年10月 世界歌謡祭にPRESENTSとして出場（その他出場者）、作詞・作曲[1]。
- 1988年 PRESENTSをBAZAAR（バザール）と改名し、CBS・ソニーからレコードデビュー。フロントマンとして活動する。
- 1990年　6月、粂井高雄らと、株式会社リベラコンスを設立。
- その後、日本語データベースシステム「桐」（開発・販売：株式会社管理工学研究所）と出会い、「桐」のVAR（付加価値再販売）事業に取り組む。
- リベラコンスを退社し、株式会社管理工学研究所に移籍。後退社。

## 作品
- 『BAZAAR』 （1989年3月21日） （CBS・ソニー）